# Emilio Cavenaghi
Pour les articles homonymes, voir Cavenaghi.
Emilio Cavenaghi, né en 1852 à Caravaggio et mort en 1876 à Milan, est un peintre italien.

## Biographie
Emilio Cavenaghi naît en 1852 à Caravaggio. Comme son frère Luigi, Emilio Cavenaghi est élève de Bertini à l'Accademia de Milan. 
La Stanza Poldi et The Music Amateur, sont deux de ses meilleures œuvres. Il réalise également de nombreuses gravures sur bois pour les illustrations de livres.
Il peint les décorations et le sipario (rideau) du théâtre Manzoni.
Il reste longtemps à Pise à cause de sa santé. Là-bas, il peint des sujets architecturaux.
Emilio Cavenaghi meurt en 1876 à Milan.